# Рвы (Псковская область)
Рвы — деревня в Дновском районе Псковской области России. Входит в состав Выскодской волости Дновского района.
Расположена на востоке района, в 38 км к востоку от районного центра, города Дно и в 10 км к юго-востоку от волостного центра, деревни Морино.

## Население
| 2001 | 2002 | 2010 |
| ---- | ---- | ---- |
| 40   | ↘30  | ↘10  |

Численность населения деревни составляла на 2000 год — 40 человек, на 2010 год — 19 человек.

## История
До 1954 года была центром Рвовского сельсовета. С 1954 до 1995 года входила в Моринский сельсовет, с 1995 до 2015 года — в состав Моринской волости.